# Mourir pour des idées
Mourir pour des idées è una canzone di Georges Brassens pubblicata nel 1972 nell'album Fernande.

## Testo
Brassens ha messo in musica e parole una risposta alle reazioni suscitate dalla sua canzone antimilitarista Les Deux Oncles, contenuta nell'album Les Copains d'abord del 1964, in cui congedava i partigiani schiena contro schiena di entrambe le parti della seconda guerra mondiale. Il brano tratta l'assurdità del fanatismo in tono disinvolto, ripetendo come leitmotiv « Moriamo per le idee, va bene, ma di una morte lenta».
Questa canzone illustra il lato più anarchico e antimilitarista di Brassens, così come la sua sfiducia nei confronti di qualsiasi ideologia: in particolare, il rifiuto di seguire ciecamente questo o quello standard, quello delle sètte portatrici di ideologie bellicose e che "si vedono arrivare con le loro grandi bandiere". Diffidenza che gli venne rimproverata, anche molto tempo dopo la sua scomparsa.
È una delle sue rare canzoni di natura fortemente politica.

## Musicisti
- voce, chitarra : Georges Brassens
- Basso : Pierre Nicola
- seconda chitarra: Joel Favreau

## Traduzioni
In Italiano, la canzone è stata tradotta da Fabrizio De André con il titolo Morire per delle idee ed è contenuta nell'album Canzoni del 1974.